# Медіанта (математика)
Не плутати з Медіаною.
У математиці — медіанта двох дробів, які зазвичай складаються з чотирьох натуральних чисел {\displaystyle {\frac {a}{c}}} і {\displaystyle {\frac {b}{d}}}, визначається як {\displaystyle {\frac {a+b}{c+d}}}.
Тобто чисельник і знаменник медіанти є сумами чисельників і знаменників даних дробів відповідно. Іноді її називають сумою першокурсника, оскільки це типова помилка на ранніх етапах вивчення додавання дробів.
Це бінарна операція над дійсними дробами (ненульовий знаменник), які розглядаються як упорядковані пари відповідних цілих чисел, ігноруючи раціональні числа, як класи еквівалентних дробів. Наприклад, медіанта дробів {\displaystyle {\frac {1}{1}}} і {\displaystyle {\frac {1}{2}}} дорівнює {\displaystyle {\frac {2}{3}}}. Однак, якщо дріб {\displaystyle {\frac {1}{1}}} замінити дробом {\displaystyle {\frac {2}{2}}}, який є еквівалентним дробом, який позначає те ж раціональне число 1, то медіанта дробів {\displaystyle {\frac {2}{2}}} і {\displaystyle {\frac {1}{2}}} дорівнюватиме {\displaystyle {\frac {3}{4}}}.
Дерево Штерна — Броко забезпечує перерахування всіх додатних раціональних чисел через медіанти в найнижчих членах, отримані ітеративним обчисленням медіанти за простим алгоритмом.

## Властивості
- 'Нерівність медіанти: важливою властивістю медіанти, яка також пояснює її назву, є те, що вона лежить строго між двома дробами, медіантою яких вона є. Якщо {\displaystyle {\frac {a}{c}}<{\frac {b}{d}}} і {\displaystyle a,b,c,d>0}, то

{\displaystyle {\frac {a}{c}}<{\frac {a+b}{c+d}}<{\frac {b}{d}}.}
Це випливає з:
{\displaystyle {\frac {a+b}{c+d}}-{\frac {a}{c}}={\frac {bc-ad}{c(c+d)}}={\frac {d}{c+d}}\left({\frac {b}{d}}-{\frac {a}{c}}\right)>0}
і
{\displaystyle {\frac {b}{d}}-{\frac {a+b}{c+d}}={\frac {bc-ad}{d(c+d)}}={\frac {c}{c+d}}\left({\frac {b}{d}}-{\frac {a}{c}}\right)>0.}
- Припустимо, що пара дробів {\displaystyle {\frac {a}{c}}} і {\displaystyle {\frac {b}{d}}} задовольняє співвідношення {\displaystyle bc-ad=1}. Тоді медіанта є найпростішим дробом в інтервалі {\displaystyle \left({\frac {a}{c}},{\frac {b}{d}}\right)}, тобто дріб із найменшим знаменником. Точніше, якщо дріб {\displaystyle {\frac {a'}{c'}}} з додатним знаменником {\displaystyle c'} лежить строго між {\displaystyle {\frac {a}{c}}} і {\displaystyle {\frac {b}{d}}}, то його чисельник і знаменник можна записати як {\displaystyle a'=\lambda _{1}a+\lambda _{2}b} і {\displaystyle c'=\lambda _{1}c+\lambda _{2}d} з двома позитивними дійсними (фактично раціональними) числами {\displaystyle \lambda _{1},\lambda _{2}}. Щоб зрозуміти, чому {\displaystyle \lambda _{i}} має бути більше 0, покажемо, що

{\displaystyle {\frac {\lambda _{1}a+\lambda _{2}b}{\lambda _{1}c+\lambda _{2}d}}-{\frac {a}{c}}=\lambda _{2}{\frac {bc-ad}{c(\lambda _{1}c+\lambda _{2}d)}}}
і
{\displaystyle {\frac {b}{d}}-{\frac {\lambda _{1}a+\lambda _{2}b}{\lambda _{1}c+\lambda _{2}d}}=\lambda _{1}{\frac {bc-ad}{c(\lambda _{1}c+\lambda _{2}d)}}}
має бути додатнім. Визначальне відношення
{\displaystyle bc-ad=1,}
тоді означає, що $\lambda _{1},\lambda _{2}$ мають бути цілими числами, розв’язуючи систему лінійних рівнянь
{\displaystyle a'=\lambda _{1}a+\lambda _{2}b}
{\displaystyle c'=\lambda _{1}c+\lambda _{2}d,}
для {\displaystyle \lambda _{1},\lambda _{2}}. Тому {\displaystyle c'\geq c+d}.
- Справедливо і зворотне: нехай пара нескоротних дробів {\displaystyle {\frac {a}{c}}<{\frac {b}{d}}} має властивість, що нескоротний дріб із найменшим знаменником, що лежить в інтервалі {\displaystyle \left({\frac {a}{c}},{\frac {b}{d}}\right)}, дорівнює медіані двох дробів. Тоді виконується визначальне співвідношення {\displaystyle bc-ad=1}. Цей факт можна довести, наприклад за допомогою теореми Піка, яка виражає площу плоского трикутника, вершини якого мають цілі координати, через кількість внутрішніх точок решітки(строго) всередині трикутника та кількість {\displaystyle v_{boundary}} точок решітки на межі трикутника. Розглянемо трикутник {\displaystyle \Delta (v_{1},v_{2},v_{3})} з трьома вершинами {\displaystyle v_{1}=(0,0)}, {\displaystyle v_{2}=(a,c)}, {\displaystyle v_{3}=(b,d)}. Його площа дорівнює

{\displaystyle {\text{area}}(\Delta )={\frac {bc-ad}{2}}.}
Точка {\displaystyle p=(p_{1},p_{2})} всередині трикутника може бути параметризована як
{\displaystyle p_{1}=\lambda _{1}a+\lambda _{2}b,\quad p_{2}=\lambda _{1}c+\lambda _{2}d,}
де 
{\displaystyle \lambda _{1}\geq 0,\lambda _{2}\geq 0,\quad \lambda _{1}+\lambda _{2}\leq 1.}
Формула Піка
{\displaystyle {\text{area}}(\Delta )=v_{interior}+{\frac {v_{boundary}}{2}}-1,}
також пам'ятаємо, що всередині трикутника повинна бути точка решітки {\displaystyle q=(q_{1},q_{2})}, відмінна від трьох вершин, якщо {\displaystyle bc-ac>1} (тоді площа трикутника буде {\displaystyle \geq 1}). Відповідний дріб {\displaystyle {\frac {q_{1}}{q_{2}}}} лежить(строго) між заданими дробами і має знаменник
{\displaystyle q_{2}=\lambda _{1}c+\lambda _{2}d\leq \max(c,d)<c+d}
при
{\displaystyle \lambda _{1}+\lambda _{2}\leq 1.}
- Відповідно, якщо {\displaystyle {\frac {p}{q}}} і {\displaystyle {\frac {r}{s}}} є нескоротними дробами на одиничному інтервалі так, що {\displaystyle |ps-rq|=1} (тобто вони є сусідніми елементами послідовності Фарея) тоді

{\displaystyle ?\left({\frac {p+r}{q+s}}\right)={\frac {1}{2}}\left(?\left({\frac {p}{q}}\right)+?\left({\frac {r}{s}}\right)\right),}
де {\displaystyle ?} є функцією знака питання Мінковського.
Зазвичай медіанти зустрічаються при вивченні неперервних дробів і, зокрема, дробів Фарея. Послідовність Фарея {\displaystyle F_{n}} визначається як (упорядкована за величиною) послідовність скоротних дробів {\displaystyle {\frac {a}{b}}} (з взаємно простими a, b), така що {\displaystyle b\leq n}. Якщо два дроби {\displaystyle {\frac {a}{c}}<{\frac {b}{d}}} є сусідніми дробами послідовності {\displaystyle F_{n}}, то визначальне відношення {\displaystyle bc-ad=1}, згадане вище, є загалом дійсним, і тому медіанта є простим дробом на інтервалі {\displaystyle {\frac {a}{c}},{\frac {b}{d}}}, у значенні дробу з найменшим знаменником. Таким чином, медіанта першою з’явиться в послідовності Фарея порядку {\displaystyle c+d} і є «наступним» дробом, який з'явиться в будь-якій послідовності Фарея між {\displaystyle {\frac {a}{c}}} і {\displaystyle {\frac {b}{d}}}. Це показує, як будуються послідовності Фарея {\displaystyle F_{n}} зі збільшенням n.

## Історія
Поняття медіанти двох дробів увів О. Я. Хінчин у теорії ланцюгових дробів з метою кращого з'ясування взаємного розташування і закону послідовного утворення проміжних дробів. Однак, у теорії ланцюгових дробів, для дослідження проміжних дробів, термін «медіанти» не прижився. В інших математичних науках, наприклад, у математичному аналізі і в теорії звичайних диференціальних рівнянь властивості медіанти n відношень дійсних чисел використовувалися при доведенні деяких положень, хоча саме визначення поняття медіанти не наводилось. Побічно, найширшого використання медіанта n відношень дійсних чисел набула в прикладній математиці, зокрема в математичній статистиці. Але визначення медіанти в цих роботах також не наведено. Моріс Клайн, по суті, заново «відкрив» медіанти, запропонувавши «футбольну арифметику» додавання дробів. Таке додавання М. Клайн використовував для визначення середньої результативності футбольного гравця-нападника за дві гри. Він також розглянув випадки визначення ефективності торгівлі та середньої швидкості автомобіля на основі швидкостей на двох ділянках шляху.
Нині медіанта використовується в демографії і біології.

## Визначення медіанти графічним способом

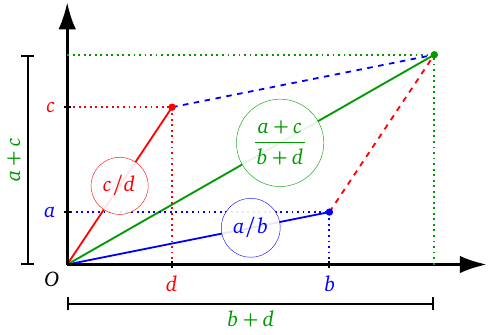
Визначення медіанти двох раціональних чисел графічним способом. Синій та червоний відрізки є двома раціональними числами; зелений відрізок є їх медіантою.

Додатне раціональне число є одиницею у формі {\displaystyle {\frac {a}{b}}}, де {\displaystyle a,b} — додатні натуральні числа; тобто {\displaystyle a,b\in \mathbb {N} ^{+}}. Таким чином, множина додатних раціональних чисел {\displaystyle \mathbb {Q} ^{+}} є декартовим добутком {\displaystyle \mathbb {N} ^{+}} з самим собою; тобто {\displaystyle \mathbb {Q} ^{+}=(\mathbb {N} ^{+})^{2}}. Точка з координатами {\displaystyle (b,a)} представляє раціональне число {\displaystyle {\frac {a}{b}}}, а кут нахилу відрізка, що з’єднує початок координат із цією точкою, дорівнює відображенню {\displaystyle {\frac {a}{b}}}. Оскільки {\displaystyle a,b} не обов’язково повинні бути взаємно простими, точка {\displaystyle (b,a)} представляє одне й лише одне раціональне число, але раціональне число може бути представлено більш ніж однією точкою; напр. {\displaystyle (4,2),(60,30),(48,24)} – усі представлення раціонального числа {\displaystyle {\frac {1}{2}}}. Це незначна модифікація формального визначення раціональних чисел, яка обмежує їх додатними значеннями та змінює порядок доданків у впорядкованій парі {\displaystyle (b,a)}, щоб відрізок був рівним раціональному числу.
Дві точки {\displaystyle (b,a)\neq (d,c)}, де {\displaystyle a,b,c,d\in \mathbb {N} ^{+}} є двома представленнями (можливо еквівалентних) раціональних чисел {\displaystyle {\frac {a}{b}}} та {\displaystyle {\frac {c}{d}}}. Відрізки, що з’єднують початок координат із {\displaystyle (b,a)} і {\displaystyle (d,c)}, утворюють дві суміжні сторони в паралелограмі. Вершиною паралелограма, протилежною до початку координат, є точка {\displaystyle (b+d,a+c)}, яка є медіантою {\displaystyle {\frac {a}{b}}} та {\displaystyle {\frac {c}{d}}}.
Площа паралелограма дорівнює {\displaystyle bc-ad}, що також є величиною перехресного добутку векторів {\displaystyle \langle b,a\rangle } і {\displaystyle \langle d,c\rangle }. З формального визначення еквівалентності раціонального числа випливає, що площа дорівнює нулю, якщо {\displaystyle {\frac {a}{b}}} і {\displaystyle {\frac {c}{d}}} еквівалентні. У цьому випадку один відрізок збігається з іншим, оскільки їх нахили рівні. Площа паралелограма, утвореного двома послідовними раціональними числами в Дерево Штерна — Броко, завжди дорівнює 1.

## Узагальнення
Поняття медіанти можна узагальнити на {\displaystyle n} дробів, і має місце узагальнена середня нерівність, факт, який, здається, вперше помітив Коші. Точніше, зважений медіант {\displaystyle m_{w}} {\displaystyle n} дробів {\displaystyle {\frac {a_{1}}{b_{1}}},\ldots ,{\frac {a_{n}}{b_{n}}}} визначається {\displaystyle {\frac {\sum _{i}w_{i}a_{i}}{\sum _{i}w_{i}b_{i}}},w_{1}>0}. Можна показати, що {\displaystyle m_{w}} знаходиться десь між найменшою та найбільшою частками серед {\displaystyle {\frac {a_{i}}{b_{i}}}}.

## Приклади використання
- Бінарне дерево Штерна — Броко
- Функція Мінковського

## Лінки
- Mediant Fractions at cut-the-knot
- MATHPAGES, Kevin Brown: Generalized Mediant